# SV Kübelberg
Der SV Kübelberg ist ein deutscher Fußballverein mit Sitz im Ortsteil Kübelberg, der rheinland-pfälzischen Ortsgemeinde Schönenberg-Kübelberg im Landkreis Kusel.

## Geschichte

### Nachkriegszeit
Die erste Mannschaft stieg zur Saison 1948/49 in die zu dieser Zeit zweitklassige Landesliga Westpfalz auf. Mit 20:24 Punkten platzierte man sich hier direkt in der Premierensaison auf dem sechsten Platz. Die Saison 1950/51 beendete man dann sogar mit 36:16 Punkten auf dem dritten Platz, was knapp nicht für den Aufstieg in die nach dieser Spielzeit zweitklassige 2. Liga Südwest ausreichte. Die Saison 1951/52 war dann die letzte Saison der Liga, da sich die Mannschaft nicht für die neu eingeführte drittklassige 1. Amateurliga Südwest qualifizierte, ging es danach in die viertklassige 2. Amateurliga. Als Tabellenletzter der 2. Amateurliga Westpfalz verabschiedete sich die Mannschaft vom höherklassigen Fußball.

### Heutige Zeit
In der Saison 2003/04 spielte die erste Mannschaft in der Kreisliga Kaiserslautern. Zur Saison 2010/11 wurde daraus dann die Kreisliga Kusel-Kaiserslautern mit 20 Punkten reichte es jedoch nur für den 16. und damit letzten Platz. Damit stieg die Mannschaft in die Kreisklasse ab. Ab nun schloss man sich auch mit dem SV Sand zusammen, um die Spielgemeinschaft SG Kübelberg/Sand zu formen. Aus der Kreisklasse wurde zur Saison 2013/14 zudem dann noch die C-Klasse. In den Jahren hier gelang es zumindest, sich stets im oberen Mittelfeld der Tabelle zu platzieren. Bedingt durch 68 Punkten und den zweiten Platz nach der Saison 2018/19 gelang der Aufstieg in die B-Klasse Kusel-Kaiserslautern. Nach der Saison 2020/2021 wurde die Spielgemeinschaft mit dem SV Sand beendet. Seitdem spielt man wieder eigenständig, unter dem Namen SV Kübelberg in der B-Klasse Kusel-Kaiserslautern Süd. Die Saison 2023/2024 beendete man auf dem 5. Platz.